# 李國士 (萬曆進士)
李國士（1534年—1608年），字汝志，别號正屏，直隸鳳陽府亳州人，明朝政治人物。

## 生平
嘉靖四十三年（1564年）甲子科應天府鄉試第六名舉人。萬曆五年（1577年）丁丑科會試第二百八十名，三甲三十七名進士。初授江西豐城縣知縣，十三年七月，入為刑科给事中，侍经筵，疏言治河、恤军二事，帝可其议。以不合内阁意，十五年二月出为浙江按察司海防僉事，历任四川右參議，二十年六月升陕西按察司副使，二十四年七月升陕西隴西道參政，以松山捕斩功，赐金币，加俸一级，督抚荐调临巩。升遷廣西按察使，二十九年五月升廣西右布政使、分守苍梧道，轉山西左布政使，三十四年十二月考察以不及去职。

## 紀念
亳州城内曾有两座旌表李国士的牌坊，一为“圣朝名谏”坊，一为“三世方伯”坊。

## 家族
曾祖李英；祖父李杞；父李虎山，壽官。母張氏。慈侍下。兄國賢。弟國賓。